# Sonia Asselah
Sonia Asselah (sinh ngày 20 tháng 8 năm 1991 tại Tizi Ouzou) là một Judoka người Algérie. Cô đã tham dự Thế vận hội Mùa hè 2012, nhưng bị loại ở vòng đầu tiên bởi Karina Bryant. Cô đủ tiêu chuẩn tham gia Thế vận hội Mùa hè 2016 và là người mang cờ Algérie.